# Гоздик Іван Іванович
Іва́н Іва́нович Го́здик — солдат Збройних сил України.

## З життєпису
У часі боїв з окупантами потрапив до полону, звільнений під час обміну полоненими 27 вересня 2014-го у селі Сміле Луганської області.

## Нагороди
За особисту мужність і героїзм, виявлені у захисті державного суверенітету та територіальної цілісності України, вірність військовій присязі під час російсько-української війни, відзначений — нагороджений
- 27 червня 2015 року — орденом «За мужність» III ступеня.